# Multiplicador analògic

Diagrama multiplicador analògic

En electrònica, un multiplicador analògic és un dispositiu que pren dos senyals analògics i produeix una sortida que és el seu producte. Aquests circuits es poden utilitzar per implementar funcions relacionades com ara quadrats (aplicar el mateix senyal a les dues entrades) i arrels quadrades.
Un multiplicador analògic electrònic es pot anomenar amb diversos noms, depenent de la funció que s'utilitzi (vegeu aplicacions del multiplicador analògic).

## Amplificador controlat per tensió versus multiplicador analògic
Si una entrada d'un multiplicador analògic es manté a una tensió en estat estacionari, un senyal a la segona entrada s'escalarà en proporció al nivell de l'entrada fixa. En aquest cas, es pot considerar que el multiplicador analògic és un amplificador controlat per tensió. Les aplicacions òbvies serien el control electrònic de volum i el control automàtic de guany (AGC). Encara que sovint s'utilitzen multiplicadors analògics per a aquestes aplicacions, els amplificadors controlats per tensió no són necessàriament autèntics multiplicadors analògics. Per exemple, un circuit integrat dissenyat per ser utilitzat com a control de volum pot tenir una entrada de senyal dissenyada per a 1 Vp-p i una entrada de control dissenyada per a 0-5Vdc; és a dir, les dues entrades no són simètriques i l'entrada de control tindrà un ample de banda limitat.

## Dispositius multiplicadors analògics
La multiplicació analògica es pot aconseguir mitjançant l'efecte Hall. La cèl·lula Gilbert és un circuit el corrent de sortida del qual és una multiplicació de 4 quadrants de les seves dues entrades diferencials.
Els multiplicadors analògics de circuits integrats s'incorporen a moltes aplicacions, com ara un convertidor RMS real, però hi ha disponibles una sèrie de blocs de construcció de multiplicadors analògics de propòsit general, com ara el multiplicador lineal de quatre quadrants. Els dispositius d'ús general inclouran generalment atenuadors o amplificadors a les entrades o sortides per tal de permetre que el senyal es pugui escalar dins dels límits de tensió del circuit.
Tot i que els circuits multiplicadors analògics són molt similars als amplificadors operacionals, són molt més susceptibles al soroll i als problemes relacionats amb la tensió de compensació, ja que aquests errors es poden multiplicar. Quan es tracta de senyals d'alta freqüència, els problemes relacionats amb la fase poden ser força complexos. Per aquesta raó, la fabricació de multiplicadors analògics de propòsit general d'ampli rang és molt més difícil que els amplificadors operacionals normals, i aquests dispositius solen produir-se mitjançant tecnologies especialitzades i retallades làser, com els que s'utilitzen per a amplificadors d'alt rendiment com els amplificadors d'instrumentació. Això vol dir que tenen un cost relativament elevat i, per tant, generalment només s'utilitzen per a circuits on són indispensables.
Alguns circuits integrats multiplicadors analògics disponibles habitualment al mercat són MPY634 de Texas Instruments, AD534, AD632 i AD734 d'Analog Devices, HA-2556 d'Intersil i molts més d'altres fabricants de circuits integrats.